# Kniha roku Lidových novin 2012

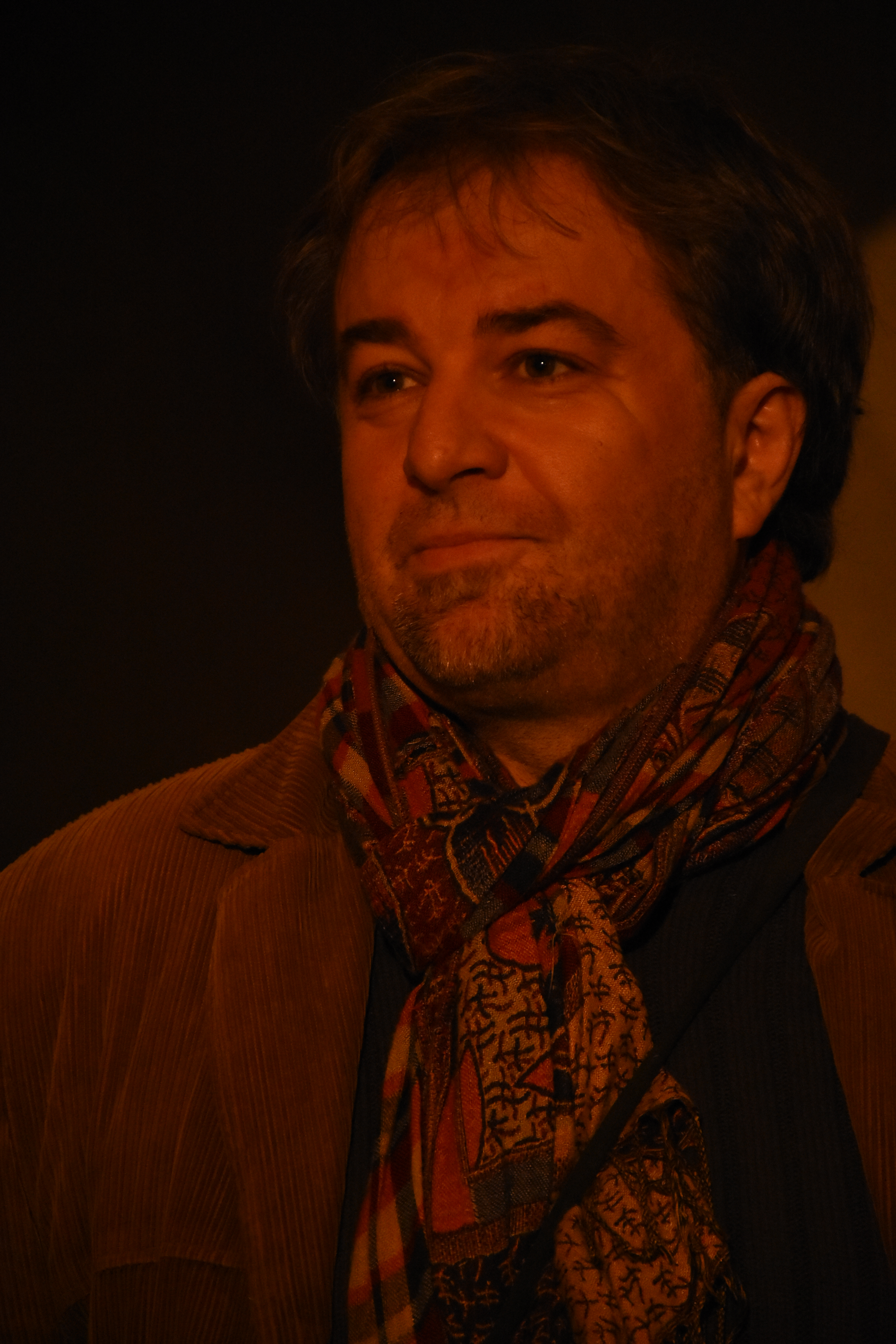
Miloš Doležal

Kniha roku Lidových novin 2012 je 22. ročník od obnovení ankety Lidových novin o nejzajímavější knihu roku 2012 (do ankety jsou také započítány hlasy pro knihy vydané koncem roku 2011). V anketě hlasovalo 219 z celkových zhruba 400 oslovených osobností a s 15 hlasy zvítězila kniha Jako bychom dnes zemřít měli Miloše Doležala. Hlasování se uzavřelo 30. listopadu 2012 a výsledky ankety vyšly ve zvláštní příloze Lidových novin 15. prosince 2012.

## Výsledky
1. Miloš Doležal: Jako bychom dnes zemřít měli – 15 hlasů
2. Petr Hruška: Darmata – 11 hlasů
3. Jan Zábrana: Povídky – 10 hlasů
4. Věra Matoušová, Jan Šulc, Václav Vokolek (editoři): Jméno Vokolek – 9 hlasů
5.–7. Jiří Hájíček: Rybí krev – 8 hlasů
5.–7. Petr Holman: Březiniana II – 8 hlasů
5.–7. Salman Rushdie: Joseph Anton. Vzpomínky, překlad Barbora Punge Puchalská a Lukáš Nový – 8 hlasů
8.–11. Ondřej Štindl, Josef Bolf: Mondschein – 7 hlasů
8.–11. Viktor Karlík: Podzemní práce – 7 hlasů
8.–11. W. G. Sebald: Saturnovy prstence, překlad Radovan Charvát – 7 hlasů
8.–11. Zdeněk Vašíček: Jak se dělají filosofie – 7 hlasů
12.–15. Haruki Murakami: 1Q84, překlad Tomáš Jurkovič – 6 hlasů
12.–15. Julian Barnes: Vědomí konce, překlad Petr Fantys – 6 hlasů
12.–15. Kateřina Tučková: Žítkovské bohyně – 6 hlasů
12.–15. Ljudmila Ulická: Daniel Stein, překladatel, překlad Alena Machoninová – 6 hlasů